# Декаленко Петро Максимович
Петро́ Макси́мович Декале́нко (1896, м. Сквира, Київська губернія — †22 листопада 1921, м-ко Базар, Базарська волость, Овруцький повіт, Волинська губернія) — виконувач обов'язків скарбника 2-го куреня 1-ї бригади 4-ї Київської дивізії Армії УНР, Герой Другого Зимового походу.

## Біографія
Народився у 1896 році у місті Сквира Київської губернії в українській міщанській родині.
Закінчив двокласне училище.
Студент вищого навчального закладу.
Працював писарем. Не входив до жодної партії.
До Армії УНР був мобілізований у 1920 році.
Інтернований у табір міста Александров Куявський у Польщі.
Під час Другого Зимового походу — виконувач обов'язків скарбника 2-го куреня 1-ї бригади 4-ї Київської дивізії.
Потрапив у полон 17 листопада 1921.
Розстріляний більшовиками 22 листопада 1921 року у місті Базар.
Реабілітований 25 березня 1998 року.

## Вшанування пам'яті
- Його ім'я вибите серед інших на Меморіалі Героїв Базару.